# Četrta moška sklanjatev
V četrto moško sklanjatev spadajo samostalniške besede, ki se sklanjajo kot pridevniške besede moškega spola.